# بهيجة جلال
بهيجة جلال (بالإنجليزية: Bahija Jallal)‏ (8 مايو 1961) صاحب أعمال ورائدة مغربية في صناعة الطب الحيوي الأمريكي، وعضوة في مجلس إدارة جامعة جونز هوبكنز الأمريكية. لها باع طويل في الدفاع عن التنوع وإدماج المرأة وتشجيع الفتيات على دخول مجال العلوم.

## حياتها
وٌلدت بهيجة في الدار البيضاء في 8 مايو عام 1961. هي أمُ لفتاتين. دفعها رؤيتها للعديد من الحالات المُصابة بالسرطان في محيط عائلاتها للبحث ومُواصلة مُساعدة الكثير من المرضى بأي طريقة.

## مسيرتها العلمية
حصلت على شهادة البكالوريا من ثانوية شوقي بالدار البيضا، واتبعتها بسنتين دراسة جامعية في إحدى جامعات الرباط، وما لبثت إلا أن استكملت مسيرتها الجامعية في فرنسا وتابعت طريقها البحثي في جامعة بيير وماري كوري. ثم انضمت بعد ذلك إلى ماكس بلانك" للكيمياء الحيوية في ميونيخ بألمانيا، حيث تخصصت في علاج سرطان الثدي. وأعقب ذلك، انطلاقها إلى كاليفورنيا والمُضي قدمًا في مجال الكنولوجيات الحيوية لإنتاج الأدوية ومُساعدة الناس.

## بهيجة جلال والسرطان
تُعد بهيجة جلال إحدى المُكافحات لجعل السرطان مرضًا مُزمنًا وليس قاتلًا. فهي تُدير شركة التكنولوجيا الحيوية إميونوكور، وحققت طفرة في علم الأورام، وصولًا إلى المُوافقة على استخدام أدواتها القائمة على العلاج المناعي لسرطان العين بغية التصدي مُستقبلًا للأورام الخطيرة الأخرى.